# Pachyotoma topsenti
Pachyotoma topsenti is een springstaartensoort uit de familie van de Isotomidae. De wetenschappelijke naam van de soort is voor het eerst geldig gepubliceerd in 1948 door Denis.